# Малая Куберле
Ма́лая Куберле́ (в среднем течении Куберле, в верхнем — балка Малая Куберле) — река в Ростовской области России, впадает слева в реку Сал в 328 км от устья. Длина реки — 152 км, площадь водосборного бассейна — 1460 км².
Исток — на северном склоне Сальско-Манычской гряды, течёт по долине. Притоки: балка Большая Атма и балка Верхнекуберская.
Питание в основном снеговое. Весной характерно половодье, зимой замерзает на всём протяжении.
В приустьевой части реки Куберле недалеко от впадения в реку Сал находится курган Кутейниковский II с квадратными ровиками, в 70 километрах к югу от Кутейниковского II находится курганный могильник Таловый II.

## Населённые пункты
- Зимовники